# فالداس فاسيليوس
فالداس فاسيليوس (بالليتوانية: Valdas Vasylius)‏ مواليد 3 سبتمبر 1983 في كلايبيدا، الجمهورية الليتوانية السوفيتية الاشتراكية، هو لاعب كرة سلة ليتواني. بدأ مسيرته الاحترافية في سنة 2007. يلعب مع فريق أوتينوس يوفنتوس. يحمل الرقم 42. يبلغ طوله 6 قدم 8 بوصة (2.0 م).

## المسيرة الاحترافية
لعب مع فوتسوافك في سنة 2007، ثم لعب مع نفيجيس في سنة 2008، ثم لعب مع نبتونس في موسم 2008–2009، ثم لعب مع كراسني كريليا في موسم 2009–2010، ثم لعب مع شياولياي في موسم 2011–2012، ثم لعب مع دنيبرو في سنة 2012، ثم لعب مع ليتكابليس في سنة 2015.

## روابط خارجية
- فالداس فاسيليوس على موقع الدوري الأوروبي لكرة السلة (الإنجليزية)
- فالداس فاسيليوس على موقع كرة السلة الأوروبية.كوم (الإنجليزية)
- فالداس فاسيليوس على موقع كلية كرة السلة في سبورتس رفرنس.كوم (الإنجليزية)
- فالداس فاسيليوس على موقع ريلجم (الإنجليزية)
- فالداس فاسيليوس على موقع بروبوليرز (الإنجليزية)
- فالداس فاسيليوس على موقع سبورتس رفرنس (الإنجليزية)